# 的黎波里之战 (2011年)
的黎波里之战（阿拉伯语：‎ maʼarikat Ṭarābulus）是2011年利比亚内战的一大战役，反对派武装于8月20日开始进攻利比亚首都的黎波里，以实现最终推翻卡扎菲统治地位的目标，最終於8月28日完全佔領該城。
由于该市有“美人鱼”之称，所以反对派将此次战役命名为“美人鱼黎明行动”。之所以选择在8月20日进攻首都，反对派领导人表示这是为了纪念公元630年“征服麦加”（伊斯兰教的创始人穆罕默德于630年1月带领一万人向麦加进发，后来他们和平地佔領麦加）的历史周年日。

## 战前形势
在2011年2月时，的黎波里就发生过比较大的冲突，当时抗议者在绿色广场（目前已改名为烈士广场）进行集会。而在该市东部的塔久拉地区反政府的力量也很大，不过一直被卡扎菲部队所压制着。
接下来的几个月的时间里，在首都的抗议也时有发生。而在夜间，一些居民也在街上与政府军做游击战，甚至据反对派武装成员说，在支持反对派的地区不少小的街道已被他们占领。
从8月13日开始，来自奈富塞山（Nafusa Mountains）的一支部隊接近首都的沿海地区。在经过战斗后，西部的索曼（Sorman）、塞卜拉泰以及扎维耶被他们占领，并切断了政府军连接突尼斯的通道和补给线，还孤立了祖瓦拉。同时在南边，另一路反对派武装占领了奈富塞山的门户盖尔扬，切断了首都与政府军控制的南部城市塞卜哈的通道。紧着是他们又占领了首都东边的兹利坦，这样就孤立了政府军控制的塔瓦哈（Taworgha，位于兹利坦和米苏拉塔之间）。在反对派取得西路，南部和东路三条陆路的控制权后，即形成反对派武装围攻首都的态势。8月16日，在北约空中力量的帮助下，反对派已经对的黎波里周边的一些关键城镇持续了两天的进攻并占领重要据点，并在南部和西部对首都展开包围之势。他们也开始切断首都的燃料补给线，为接下来的围攻做准备。

## 战役经过

### 8月19日
反对派武装与北约事前已经协调好进攻计划。而在当晚，反对派用拖船将武器偷运到首都。

### 8月20日
位于扎维耶的反对派武装对一座距首都仅有27公里的桥梁展开争夺战，并计划于21日进攻首都。
当晚，随着从市内一座清真寺发出的广播引爆了穆斯林民众的起义。起义的核心地带位于市区的本·纳比清真寺（Ben Nabi Mosque）。当时年轻人在那里聚集，祷告活动被取消，妇女被送回家。当人们使用扩音器开始广播高喊反对卡扎菲的口号后，政府军抵达后开始袭击清真寺，但是被躲藏在国家电视台附近的武装民众打退。首都的居民在道路上设置路障并燃烧轮胎，为反对派提供支持。起义很快传遍首都许多地区，如首都周边的法什卢姆（Fashloum）、朱馬市場區（Souq al-Juma）、塔久拉和本阿什（Ben Ashur），就这样首都各地都打响了反对卡扎菲的战斗。当晚比较激烈的战斗发生在郊区朱馬市場區和阿拉达（Arrada）大街。反卡扎菲的居民也封锁了阿尔斯卡（Alsika）大街。
当晚反对派也占领了首都的国际机场和军火库。居民则收到了政府发出的要求他们与反对派战斗的信息。记者们也听到了该市发出的密集的爆炸和交火的声音。
不过，卡扎菲政府发言人向记者表示首都是安全的，政府军已经消灭了“一小搓叛乱分子”，并仍然控制着该市。

### 8月21日
来自扎维耶的反对派武装向东朝着首都进发。他们到达扎维耶东部的Jadda'im镇后，仅遇到了很少的政府军的抵抗就占领该地。接下来他们又占领了首都西部的马亚镇。
21日早晨，来自米苏拉塔和兹利坦的船满载着反对派武装和武器抵达首都港口，开始参加战斗。
半岛电视台报道当天早上战斗一直在持续着。有许多反对派武装成员在包围卡迪（Qadah）地区的米提加空军基地时被打死。塔久拉地区全部被反对派占领，而朱馬市場區、Arada地区以及米提加空军基地的战斗则一直持续着。在首都西部的卡迪、Zawiyat al Dahmania、法什卢姆和本阿什都发生了激烈的交火。一名反对派武装代表在结束了阿齐齐亚的战斗后表示行动“进行得比较轻松”。
一名来自塔久拉地区的居民告诉半岛电视台的记者说，当地居民打退卡扎菲的部队控制该地后，他们释放了大约450名健康状况很糟的军事基地里的囚犯，而那些撤退的政府军目前在炮击周边地区。
截止当天下午，反对派已完全控制塔久拉、Suq al-Jumaa、Arada和埃撒巴（al-Sabaa）这些地区。而在本阿什、法什卢姆和Zawiyat al-Dahmani则在持续战斗着。此外，他们也控制了法什卢姆、Zawiyat al-Dahmani以及曼苏尔（Mansoura）的大部分地区。他们还占领一个手机运营公司。
在英国下午时间6:04，BBC报道反对派位于首都以西12公里，到了6:39又报道他们已经进入首都。7:02报道说反对派武装抵达郊区詹祖尔（Janzour）并受到当地民众的热烈欢迎。
晚上来自扎维耶的反对派武装没有遭遇任何抵抗进入郊区詹祖尔，并受到挥舞着革命旗帜的居民的喝彩。当晚卡扎菲卫队向反对派武装投降，哈米斯旅的主要头目也被反对派武装解雇。有居民表示，在反对派武装进入首都后，一些居民加入到了欢庆的队伍中。
卡扎菲政府发言人称，估计在当晚首都战斗中有1300人死亡，5000人受伤。

#### 俘获卡扎菲的儿子

##### 长子
半岛电视台报道说卡扎菲的大儿子穆罕默德·卡扎菲被俘虏。该台在采访穆罕默德·卡扎菲时，他显示出道歉的态度，但谴责说暴力革命是缺乏智慧的做法。之前，曾有利比亚反对派官员称卡扎菲长子穆罕默德·卡扎菲是向反对派投降的。之后，又被政府军救出。

##### 次子
美国广播公司和半岛电视台报道反对派武装抵达市中心的烈士广场，过渡委员会主席说卡扎菲二子赛义夫·伊斯拉姆·卡扎菲已被俘虏。美国广播公司报道阿齐齐亚兵营已经被包围。天空新闻台报道说英国驻班加西大使证实了赛义夫被俘的事实，过渡委员会表示会确保赛义夫的安全以便以后接受司法审判。国际刑事法院也证实了该消息，并表示他们会向过渡委员会请求移交赛义夫给他们以让他接受所指控的反人类罪的国际法院的审判。
然而，卡扎菲的次子赛义夫·伊斯兰·卡扎菲8月23日凌晨在利比亚首都的黎波里阿齐齐亚兵营举行记者会，宣布有关他被反对派武装抓捕的消息是谎言。

##### 三子
阿拉伯电视台的记者引用过渡委员会的说法报道三子薩阿迪·格達費已经被反对派俘虏，他是于21日被俘的，具体地点不确定。

### 8月22日
截止当地时间凌晨一点，反对派武装表示已经控制首都90℅的地区，包括市中心的广场。英国广播公司和半岛电视台都证实反对派武装进入广场的事实。
当地时间1:15，过渡委员会宣布他们已经控制首都的国际机场和南部地区。早晨，一名反对派武装高级指挥官表示，在首都仍然有效忠卡扎菲的残余部队，他要求警察坚守岗位作好防范工作。
上午，法国媒体报道，在卡扎菲住所的附近和首都南部有战斗发生。反对派武装指挥官说卡扎菲部队仍控制着该市15℅到20℅的地区。而在卡扎菲住所的附近，出现了多辆坦克开始炮击首都的一些地区。在卡扎菲势力控制的外国记者下榻的瑞克索斯饭店（Rixos Hotel）附近有激烈的交火，记者被政府军禁止离开酒店，于是记者描述为他们这些记者是被政府军利用做掩护和盾牌。上午8:32，有报道说卡扎菲还留在阿齐齐亚兵营里，周围有重型武器保卫着他。
有数百名反对派武装成员往烈士广场搬运火箭炮。而在卡扎菲所在地以及港口附近仍进行着战斗，效忠卡扎菲的部队用坦克进行着防御。
英国广播公司报道证实反对派已经控制国家电视台大楼。卡扎菲部队控制着阿齐齐亚兵营、瑞克索斯饭店、位于塔久拉地区的一家医院, 以及部分港口。而米提加空军基地的状况不是很清楚，虽然有许多报道说反对派已经控制该地。
整个下午，反对派陆续从烈士广场撤退，因为他们计划向别处进发。塔久拉地区的反对派说他们在与固守在一家医院里的卡扎菲部队进行谈判劝降工作。
晚上，首都西部的反对派被打退。此外，有报道暗示卡扎菲正试图通过残余部队的帮助逃离其所在地。夜晚，一名反对派成员说他估计将与卡扎菲部队有一场硬仗要打，而反对派也正在首都的各大路口设置检查点以避免卡扎菲逃跑。
米苏拉塔的反对派地方军事委员会说，他们已经派出“携带有大量战士和武器”的几艘船只到首都做援助，而此前一天的21日，他们也曾派200名士兵抵达塔久拉。

### 8月23日
早晨，CNN记者馬修·錢斯报道说，他看到了赛义夫·伊斯拉姆·卡扎菲在护卫队陪伴下出现在了瑞克索斯饭店（Rixos Hotel）附近。阿拉伯电视台报道说被俘的赛义夫后来逃跑了。
下午，半岛电视台记者柯德尔（Zeina Khodr）报道说，她听到曼苏尔地区发生激烈交火，而反对派武装距离阿齐齐亚兵营只剩500米。
此后在阿齐齐亚兵营的战斗很快打响。《卫报》描述大爆炸、火箭炮和机枪等各种火拼激烈进行着。双方分别动用了榴弹炮、重机枪和高射机枪对射，激战持续了5个多小时。下午晚些时候，反对派开始攻破兵营的一个大门。尽管卡扎菲部队试图抵抗，但最终有的被打死有的逃离，反对派涌入后朝空中开火庆祝。
反对派成功攻入兵营后，将三色旗插在了卡扎菲的官邸中，并捣毁卡扎菲的铜制雕像。记者展示反对派缴获了的大批卡扎菲的私人物品，包括他的医疗档案、镀金的SVD狙擊步槍、他的帽子和高球車（在高爾夫球球場使用的一種交通工具）等个人物品。半岛电视台还在19:30直播了兵营内部现场的画面。不过现场没有俘获卡扎菲和他的儿子们。
而随后卡扎菲发布的一个录音讲话说，他逃离兵营只是“战术转移”。而据国际象棋联合会主席伊柳姆日诺夫23日说，卡扎菲当天在与他通电话时说自己仍在的黎波里，“健康地活着”，他表示不会离开利比亚。
后来，一些卡扎菲残余部队又用枪火攻击聚集在兵营里的人群，当时里面的外国记者开始撤离兵营，一名半岛电视台记者受伤。
晚上，反对派发言人宣布他们可以维护阿布萨利姆（Abu Slim）地区的安全，因为当地人跟卡扎菲家族的关系比较亲密。

#### 卡扎菲家人的状况
8月22日，卡扎菲所处的地点不是很确定，一般认为他仍在阿齐齐亚兵营里。而有一个报道则说他在塔久拉地区的一个医院里，半岛电视台报道说他在医院里的部队成功地击退了反对派的进攻。五子奧-穆·坦塞姆·比拉·格達費则仍在阿齐齐亚兵营里指挥着防御战斗，报道说七子哈米斯·格達費（此前反对派说他在兹利坦被北约炸死）在首都中心指挥着残余坦克部队进行着反攻，其目的是试图解除对阿齐齐亚兵营的围困。
Al Arabiya 的记者引用过渡委员会的说法报道三子薩阿迪·格達費已经被反对派俘虏，他是在此前一天21日被俘的，具体地点和时间还不确定。
22日，在首都发现了两具被烧焦的屍體，半岛电视台表示这两具尸体可能是哈米斯·格達費和情报部门主管阿卜杜拉·塞努西的，然而，一名反对派指挥官后来表示，他认为哈米斯在阿齐齐亚兵营里。

### 8月24日
接近中午时分，有报道称在阿齐齐亚兵营内发生交火。在瑞克索斯饭店也有发生冲突的报道。在反对派昨日声称已占领的阿布萨利姆地区，战斗仍在继续。
据外国记者报道，在当地时间下午5时，被困的所有外国记者（约有30名）已乘坐四辆红十字会提供的汽车离开瑞克索斯酒店。意大利媒体报道说有四个意大利记者在Zawiya附近被绑架。
已证实反对派已全部控制国际机场四天，而卡扎菲的私人飞机仍停在机场里。尽管机场很安全，但是机场附近的道路上仍在交战。
过渡委员会主席贾利勒宣布，将给抓捕或杀死卡扎菲的人予以大赦，而班加西的一名商人也悬赏200万第纳尔（约167万美元）以捉拿卡扎菲，无论卡扎菲是生是死，均将给予举报人这些金钱奖励。贾利勒说：“对商界人士提供200万第纳尔捉拿卡扎菲的做法，全国过渡委员会表示支持。”
反对派和武装民众继续在道路上设置路障，在烈士广场的庆祝也在持续着。
当天薩阿迪·格達費通过CNN表示，他有权代表卡扎菲势力希望商谈停火事宜，不过这个消息与他之前在21日已被俘获的报道存在矛盾。

### 8月25日
反对派表示他们在突袭一处私人住宅时几乎俘获了卡扎菲，因为他们在那里发现了卡扎菲曾在那里至少住过一晚的证据。他们也包围了一所他们认定是卡扎菲藏身的建筑，不过他们没有解释他们为何认定卡扎菲藏在那里。反对派也仍在尽力同控制着阿布萨利姆和 Al Hadba al Khadra 地区的卡扎菲部队战斗着。有报道说卡扎菲部队炸毁了几架停留在国际机场里的利比亚民航客机。同时，当反对派在试图控制机场通往市区的一个公路时，在机场有重型大炮交火的声音，后来局势被反对派控制。CNN的Dan Rivers报道说，当地时间凌晨2点“在一处卡扎菲势力控制的地区有猛烈的交火”。 
路透社报道说，在北约发动的一次空袭后，反对派猛攻阿布萨利姆地区。
过渡委员会主席贾利勒在当天举行的新闻发布会上说：自利比亚冲突发生至今，已确认的死者数量超过了2万人。

### 8月26日
过渡委员会的官员宣布，委员会政治领导层已从班加西迁至的黎波里，开始正式接管首都。
反对派似乎明显控制了首都，在个别地区有时传来枪火的声音，不过并不激烈。反对派指挥官Abdul Majid Mgleta宣布首都已经获得解放，他说希望能在接下来的几天内抓获卡扎菲。中午祷告后，数百人在烈士广场进行游行并高喊“高高抬起你们的头！你们是自由的利比亚人”等口号。
而在两处卡扎菲势力控制的Khilit al-Ferjan和Qasr Ben Ghashir军营，有目击者说在大约160人从一个飞机库逃走后，卡扎菲部队使用手榴弹和机枪杀死了“大量的被关押者”。当天反对派武装负责进攻的黎波里的指挥官梅尔格塔说：卡扎菲部队在逃离的黎波里之前屠杀了至少150名囚犯，他说：“在阿齐齐亚兵营发生了大屠杀，他们杀死了至少150名囚犯，（卡扎菲的）卫兵们向囚犯投掷手榴弹，他们在逃跑前实施了这一切”，“这是其政权倒塌前最后几小时他们实施报复的实例。”

### 8月27日
反对派在夜晚清理国际机场附近的Qasr bin Ghashir村。他们宣布目前卡扎菲势力只控制着首都的一片区域。
傍晚，反对派宣布他们已经把所有卡扎菲势力赶出了首都，不过记者报道说在夜晚还有战斗在首都持续着。

### 8月28日
反对派对卡扎菲势力控制的最后一处据点——距离首都5公里的南郊Salaheddin发动攻势；他们宣布在经过7个小时的战斗后成功夺取该地。

## 北约的空中打击
根据北约每日公布的战况资料，在此阶段北约对卡扎菲部队的攻击如下：
| 8月20日 | 9个地对空导弹装置                           | 1辆 | 2辆军用车                                       | 2 | 3处指挥控制中心，1处军事设施                |
| 8月21日 | 1个地对空导弹，2个多管火箭炮                | 0   | 7辆地对空导弹运输车，2辆军用车，2辆装甲兵运输车 | 1 | 3处军事设施，1处军事存储设施，3处指挥控制点 |
| 8月22日 | 0                                           | 0   | 0                                               | 0 | 0                                           |
| 8月23日 | 3个地对空导弹系统                           | 0   | 2辆装甲车，2辆军用重型武器卡车                  | 1 | 0                                           |
| 8月24日 | 1个地对空导弹系统，1个多管火箭炮，2个高射炮 | 0   | 1辆军用重型武器卡车                             | 1 | 2处军事存储设施                             |
| 8月25日 | 1个地对空导弹装运机，1个地对空导弹装置      | 0   | 0                                               | 0 | 1处指挥控制点                               |
| 8月26日 | 1个地对地导弹发射装置                       | 0   | 0                                               | 0 | 2处军事设施，1处军事存储设施                |
| 8月27日 | 1个地对地导弹发射装置                       | 0   | 0                                               | 0 | 0                                           |
| 共计    | 23                                          | 1   | 18                                              | 5 | 17                                          |

## 各方反应
21日，上万名利比亚人在班加西集会庆祝反对派控制的黎波里。
22日，过渡委员会主席贾利勒发表讲话说，卡扎菲政权倒台后他将辞去主席职务；他说利比亚即将迎来民主时代，人民将全面平等；他呼吁人们不要采取任何报复行为，破坏财产，虐待外国人或囚犯；他表示每个囚犯都会获得公正的审判。他还在新闻发布会上称，如活捉卡扎菲，将对其进行公正审判。他表示卡扎菲时代“已经终结”，但是只有抓获卡扎菲，才标志着革命军取得真正的胜利。他说未来的利比亚将是一个自由、民主、公正、平等、透明，以及温和的伊斯兰宗教国，利比亚将会在共同利益、互相尊重的基础上与各国加强联系，并努力成为国际社会上一个有力的成员。24日，贾利勒在意大利《共和国报》上撰文称：卡扎菲及其同伙应该“接受公正的审判，但必须在利比亚进行”，“我们需要让他们活着，以与他对待对手不同的方式处理他们。他留给我们的记忆只是犯罪、逮捕与政治暗杀”，“在8个月内，我们将举行议会与总统大选。我们需要一个民主政府与一部公正的宪法。”
据半岛电视台报道，卡扎菲政府总理马哈茂迪已弃职逃往突尼斯杰尔巴岛。
支持反对派的民众走上的黎波里的街头，高叫“卷毛（指卡扎菲）下台”。在美国白宫外，支持反对派的人高喊口号“感谢奥巴马、萨科齐”。
北京《法制晚报》记者在利比亚驻华使馆看到工作人员穆萨迪·侯赛因兴奋地换下卡扎菲政府的绿色国旗，穆萨迪·侯赛因举起双手高呼：“因为利比亚人民都在广场上欢呼，卡扎菲时代已经结束，所以要换国旗！”穆萨迪把国旗降来后，他激动地喊：“游戏结束了！游戏结束了！！！”使馆一等参赞巴什尔（Bashir）评论道：使馆为利比亚人民而设，利比亚人民获得了自由，我们很高兴。此外，参赞还表示，使馆工作将会照常进行。8月22日使馆升起了象征革命的红黑绿三色旗。
此外，在乌克兰，叙利亚、阿尔及利亚和土耳其几个国家，利比亚驻当地使馆也都换上了红黑绿三色旗。

### 国际组织
- 联合国：8月22日，联合国秘书长潘基文发表讲话称，的黎波里戏剧性的局势演变证明了“该国人民追求自由与民主的勇气和决心”，当前的关键是结束冲突、避免进一步的生命损失和报复行动，顺利实现过渡。他呼吁卡扎菲的军队立即停止动武，为平稳过渡让路。他表示联合国已准备好未来在安全与法治、经济复苏、制定宪法和推进选举进程、人权与司法以及协调国际社会等各个领域为利比亚提供支持。[159]
- 北大西洋公约组织：21日，北约秘书长拉斯穆森呼吁利比亚“立即”实现“和平过渡”，他称“他们必须确保过渡是平稳和广泛的，国家是团结的，未来是建立在和解和对人权的尊重上的”。他说北约将继续监控利比亚的军事设施，“确保平民不受威胁”。[160]
- 欧洲联盟：22日，欧盟委员会主席巴罗佐和欧洲理事会主席范龙佩发表联合声明称，欧盟敦促卡扎菲顺应人民意志立即下台，欧盟将和国际社会一同，在保证利比亚社会公正、领土完整的基础上，继续支持利比亚的民主转型和经济重建。欧盟外交与安全政策高级代表凯瑟琳·阿什顿当天也发表声明，呼吁“国家过渡委员会”及其武装保证平民安全。[161]
- 阿拉伯国家联盟：22日，阿盟秘书长阿拉比发表声明说，阿盟保持“与全国过渡委员会团结一致的立场”，“祝愿该委员会在开启新时代，保持利比亚的完整、主权与独立上取得成功。”[162]

### 各国政府
- 美国 ：奥巴马21日发言称卡扎菲对利比亚的统治已经结束，他敦促卡扎菲立即交权，以避免更多的流血牺牲，他同时希望反对派未来带领利比亚人民走上民主之路。[163][160]
- 英国：英国政府21日晚间发表声明说卡扎菲的末日即将到来，卡扎菲“针对利比亚人民犯下骇人罪行，现在必须下台，以免自己的子民继续受苦。”[160]
- 法國：法国总统萨科齐敦促卡扎菲“不要再让人民受无用之苦，马上放弃权力”，他要求卡扎菲“立即命令对其仍然效忠的剩余部队实施停火，放下武器，回到兵营”，并呼吁忠于卡扎菲的军队“投向利比亚合法政权”。[160]
- 義大利：意大利外长弗拉蒂尼22日警告卡扎菲必须立即投降，否则他将面临一场灾难。[164]
- 德国：德国总理默克尔呼吁卡扎菲尽快放弃抵抗，以避免更多流血事件发生。[160]
- ：澳大利亚总理茱莉雅·吉拉德22日呼吁卡扎菲不要再反抗人民的意志，而是应该直面针对他的指控，她说：“我们将继续呼吁卡扎菲停止抵抗，站出来面对国际社会对他的指控。”[165]
- 中华人民共和国：中国外交部发言人马朝旭表示，雖然中國反對西方各國出兵利比亞，但中方尊重利比亚人民的选择，希望利比亚局势尽快恢复稳定，中方愿与国际社会一道，在利未来重建中发挥积极作用。[166]
- 俄羅斯：俄罗斯外交部22日发表声明说，利比亚武装对抗进入关键转折点，该国政权将很快转入反对派手中。俄方认为应“在尊重利比亚独立、主权和领土完整的条件下，以该国全体公民利益为根本，立即开始组建合法权力机关，以及讨论未来国家民主结构基础和原则的政治进程”。俄方自始自终保持与利比亚人民的相互感情、友谊和长期互利合作关系。俄将继续向利比亚提供支持和力所能及的帮助。[167]
- 伊朗：据英国广播公司23日报道，伊朗外交部发表声明说，伊朗“支持利比亚人民的革命，并希望利比亚人民能够独立决定他们的未来”。[168]
- 印度尼西亞：23日，印尼外交部表示，印尼政府始终尊重与支持由利比亚人民作出的决定，因为利比亚人民最了解他们所憧憬的国家与民族前途。[169]
- 委內瑞拉：与西方国家及组织对利比亚局势的态度形成鲜明对比的是，22日的消息说，委内瑞拉总统查韦斯发表讲话，谴责西方势力对利比亚局势进行干预。查韦斯说，“今天我们看见了欧洲民主政府，以及被认为很民主的美国政府用他们的炸弹摧毁的黎波里的情景”。[160]